# Université de Kikwit
L’université de Kikwit (Unikik) est une université publique de la République démocratique du Congo, située dans la province du Bandundu, ville de Kikwit. À sa création, elle était une extension de l’université de Bandundu et s’appelait alors « Centre Universitaire de Kikwit (C.U.K.) ». Sa langue d'enseignement est le français.